# Райнгард Зелтен
Райнгард Зелтен (нім. Reinhard Selten; *5 жовтня 1930, Бреслау, нині Вроцлав, Польща — 23 серпня 2016, Познань) — німецький математик та економіст, доопрацював і удосконалив добре відому «рівновагу Неша», що стосується «ігор з неповною інформацією». Разом з Х. Мауерманом він розробив теорію адаптивних прагнень і так звану чисту стратегію з інтуїтивним вибором. У 1994 році разом з Джоном Нешем та Джоном Харшані удостоєний Нобелівської премії з економіки.

## Біографія
Народився Райнгард 5 жовтня 1930 р. у Бреслау (Вроцлав, Польща) в родині бізнесмена. З початком переслідування євреїв батько був змушений продати фірму, 1942 р. після тяжкої хвороби він помер.
З 14 років Селтен залишив школу і почав працювати робочим, але через деякий час сім'я виїздить до Австрії, де він до 1946 р. працює на фермі. 1951 р. Селтен закінчує середню школу, де вперше занурюється в теорію ігор. Згодом його було прийнято на математичний факультет університету у Франкфурті-на-Майні, який він закінчив 1958 р.
Ще у студентські роки Селтен зрозумів, що з допомогою теорії ігор можна пояснити і спрогнозувати хід різних економічних процесів у суспільстві, а також ситуацію поводження у колективі. По закінченні університету Селтен залишається там працювати, веде активну експериментаторську роботу разом з молодими науковцями і створює дослідницьку лабораторію.
1959 р. Селтен захистив докторську дисертацію з математики, доопрацювавши і удосконаливши добре відому «рівновагу Неша», що стосується «ігор з неповною інформацією». Цього ж року він одружується з Е.Ленгрейнер, з якою мешкає у містечку Кенігсвінтер неподалік від Бонна. Учений переконаний, що саме її допомога сприяла його успіху.

### Робота над теорією ігор
1962 р. разом з Х.Мауерманом він розробив теорію адаптивних прагнень, яка була оприлюднена в спеціальному журналі. 1965 р. в статті «Модель олігополії з інерцією попиту» він описав розроблену ним так звану «чисту стратегію» з інтуїтивним вибором, розвиваючи і удосконалюючи «рівновагу Неша». Учений припускає, що тільки спеціальний клас точок рівноваги («істинні», або «доскональні») забезпечує раціональну поведінку в безкоаліційній грі.
Після публікації 1970 р. книги «Політика цін виробників молочних продуктів за статичною теорією» він набуває статусу повноправного професора і права незалежно читати лекції. 1969—1972 рр. Селтен працює професором економіки Вільного університету в Західному Берліні, згодом переходить до Білефельдського університету, де створює Інститут математичної економіки. 1984 р. учений працює на кафедрі економіки Боннського університету імені Фрідріха Вільгельма.

## Досягнення і діяльність
1995 р. Р.Селтена було обрано віце-президентом Європейської економічної асоціації, згодом він стає її президентом.
Нобелівську премію з економіки 1994 р. було присуджено спільно Р.Селтену, Дж. Хартані та Дж. Нешу «за проведений аналіз рівноваги в некооперативних іграх».